# Refugi Hörnli
El refugi Hörnli (en alemany, Hörnlihütte) és un refugi de muntanya situat a 3.260 metres, a la cresta nord-est (aresta Hörnli) del mont Cerví, a prop del poble de Zermatt, al cantó del Valais, a Suïssa. Pertany al Club Alpí Suís (SAC). Se situa a la mateixa cresta per on passa la ruta normal al cim, de la qual és el punt d'inici. Fins al 2015, el refugi comptava amb 50 places a l'estiu (guardat) i 15 a l'hivern.
Un nou refugi va ser inaugurat el 14 de juliol de 2015, en el 150è aniversari de la primera ascensió a la muntanya. Ofereix 130 llits (en un total de 34 habitacions de 8, 6, 4 i 2 persones) i una cuina ampliada, sanejament modernitzat amb dutxes i electricitat amb energia solar. Està prohibit acampar al voltant del refugi i hi ha una sala d'hivern amb provisions limitades.
L'excés d'alpinistes a les diverses rutes ha esdevingut un problema i els guies i les autoritats locals han tingut problemes per a regular les reserves al refugi, que ha hagut de limitar intencionadament el nombre de llits.

## Accés
L'accés al refugi des de Zermatt és amb telefèric fins a l'estació Schwarzsee, i després cal caminar unes dues hores. La pujada sencera a peu des de Zermatt dura unes quatre hores.
Uns 700 metres a sobre del Hörnlihütte, pujant cap al Cerví a la mateixa aresta nord-est (aresta Hörnli), es troba el refugi Solvay que només es pot utilitzar en cas d'emergència.
- Escales al Hörnlihütte
- Hörnlihütte (antic, abans del 2015)
- Hörnlihütte amb vista al Rimpfischhorn, l'Strahlhorn, el Mont Rosa, el Lyskamm i el Breithorn.
- Aresta Hörnli